# モデル (職業)
モデル（英: model）とは、絵画・彫刻・写真などの素材として、自身の身体（身体像）を媒体として提供する仕事、もしくはその仕事をする表現者。

## 概要
絵画、彫刻、写真、映像（動画像）、ファッション・ショー・ファッション雑誌、グラビア、男性誌、ポスター、コスプレなどの題材として、自身の身体像を提供する仕事、またそれをする者をモデルと呼ぶ。モデルの仕事は多くが単発の仕事である（※）。仕事をしている間、撮影の現場ではその人のことを「モデル」と呼ぶ。たとえば美術モデルの仕事も多くが単発であり、CMのモデルの仕事も単発が多い。（（※）例外としてはキャンペーンモデルや雑誌の専属モデルなどがある）
他の仕事（※）で著名になった人が、その知名度でモデルの仕事をすることもある。（※）たとえばアスリートとして有名になった人が、当該のスポーツ種目のスポーツ用品のモデルの仕事（特定のスポーツ用品を使用している姿を見せるモデルや、特定のスポーツウェアを着用している姿を見せるモデルの仕事など）をすることはある。
1. 美術モデル（アート・モデル）は、美術関係者（絵画関係者や彫刻関係者）や美術に関心が深い人々の絵画・彫刻などの制作に協力するモデルであり、一定時間固定ポーズを維持できることが必要である。[2]
2. 美術や芸術写真のようなアート志向のモデルと、商業写真やファッションモデルなどのように、第一義的にコマーシャルな目的を持つモデルに分類することもできる。

本業が俳優の中でも特にテレビドラマに頻繁に出演する者は、昭和・平成期などはテレビ情報誌などの「表示モデル」の仕事をすることは多かったが、現在では他にも何かのきっかけを得て単発でモデルの仕事をすることもある。たとえば俳優養成所出身で有名になった滝藤賢一は、普段からおしゃれな着こなしをしていることでも話題となり、モデルの仕事（某シューズメーカーのブランド・モデルの仕事）も舞い込んだ。
モデルの仕事を経験する人でも、ほとんどの人は仕事の量は少ない。アルバイト的に、数ヶ月に1度とか、月に1回～数回程度するだけである。必ずしも「本業」、主たる職業としていなくても、副業やアルバイト的にしていても、経歴の仕事欄に「モデル」と書きたがる人はいる。単に「モデル」という場合に、どのようなモデルを指しているかは、専門分野によって、あるいはその言葉を使っている人の興味の範囲によって異なる。他にも各分野の例を挙げればきりがない。どんな領域でも、当の業界を指すための用語はいちいち言うのは省略し、短く短縮させる傾向がある。
俳優やタレントなどは、演技や芸など内面的な特徴が重要視されるため、一般には職業欄には「モデル」とは書かないが、モデルの仕事の割合が（その人にとって）一定程度以上ある人は、末尾に「モデル」と書きくわえる場合もある。身体全体の像を提供するモデルばかりでなく、特定の身体部位の像だけを提供するパーツモデルという仕事もある。これは主に手・足・目など体の特定部位の像だけを提供するモデル。
商業用写真、宣伝用写真を撮影する現場などでは「手タレ」「足（脚）タレ」などと呼び分ける。CMなどでは複数人のパーツモデルが使われて、巧妙に部分部分のイメージをつなぎあわせて、実在しない、架空の、一連の身体的イメージ（あたかも一人であるかのようなイメージ）を作り出す、という場合もあるので、その場合、パーツモデルは一連のイメージのごく一部を担当する。

## 分類・種類

### 用途別のモデル分類

#### 美術モデル
美術モデルは、Fine-art（ファインアート。美術、純粋芸術）のために姿を材料として提供する仕事。絵画や彫刻などの題材や主題として姿を提供する仕事。歴史が最も長い。広義には、次に説明する芸術指向の写真等も含める。

##### 絵画のモデル
絵画のために自分の姿を提供する仕事。画家の注文に応じて、画家が望む衣装を着て、「ポーズ」（静止姿勢）をとり、誰かの「フリをする」。
19世紀などでは、絵画は「媒体」でもあった。絵画に描かれた題材は、ヨーロッパでは、上流階級の人々の話題やゴシップのネタにもなった。 ヨーロッパの17世紀～18世紀などの絵画は、しばしば主題は聖書に含まれる物語などからとられていて、その場合、描かれるべき本人を画家は見ることはできないので、モデルを用いて、そのモデルに衣装などを着せて、物語の設定に合わせたポーズをとらせて、絵画を描いた。
17世紀や18世紀のヨーロッパの画家の中でも大家は、大きなアトリエを構え、そこにさまざまな衣装類や小道具類も用意していた。当時のヨーロッパの絵画（油絵）の制作のためのアトリエは、いうなれば現代の「写真スタジオ」のようでもあった。
（クロッキーのモデルなど、かなり短い時間で済むモデルもあるが）油絵のモデルというのは、たいていは数時間～数日程度以上、同じポーズをとる必要があり、（画家にもよるが）長い場合は数週間以上に渡って同じポーズをとりつづける必要があった。その意味では、身体的にそれなりにつらい仕事である。
- 17世紀のレンブラントの絵画、『夜警』のモデルとなった人々。決して、これだけ大人数の人々が同時にポーズをとったわけではない。画家は、ひとりひとりのモデルに個別にアトリエに来てもらって、それぞれに衣装を着せて、ポーズをとらせてはデッサンを行ったり、何日～何週間もの時間をかけて油絵の試作を描いたりし、後でそれらを合成・総合させる形であらためて別に1枚描き、それによって最終的に大きなサイズの油絵を仕上げた。
- レオナルド・ダ・ビンチの『最後の晩餐』。新約聖書の福音書に書かれている、イエス・キリストが（自分は十字架にかかると本当は知っていながら）弟子たちと最後の食事をとりつつ、大切なことを伝える場面を絵画にしたものである。中心の人物が「イエス・キリスト」（という設定）であるが、この絵画でイエス・キリストとしてポーズをとったモデルの男性は「Pietri Bandinelli」という名だと、判明している[5][注 2]
- フェルメールの『真珠の耳飾りの少女』のモデルとなった少女。名前は知られていないがフェルメール家でお手伝いの仕事をしていた少女がフェルメールに頼まれてモデルとなることを引き受けたのかも知れない、と推測している人もいる。トレイシー・シュヴァリエの1999年の小説『真珠の耳飾りの少女』のモデル（小説のモデル）ともなった。

##### 彫刻のモデル
彫刻モデルは、彫刻の制作のために身体像を提供する。
- ミケランジェロの『ダビデ像』のモデルとなった男性の姿。（「ダビデ」とは聖書にも登場するイスラエルの王だが、(ミケランジェロは、無論、本物のダビデ王を見て彫刻を作ったわけではないが) モデルとなった男性の名前は知られていない。なおこの彫刻は（この像のサイズは現実の人間よりも大きくて、上下の比率も現実ばなれしていて）モデルとなった人の身体をありのままの比率で再現しているわけではない、[注 3]と言われている。
- フランスの彫刻家マイヨールによる、「Torso of Venus ヴィーナスのトルソー」。マイヨールは、ひとりの女性をモデルとしてこうしたブロンズ像を作り出したわけではない、と言う[6]。（もちろん、モデルたちをアトリエに呼んでさまざまな作業もするが）モデルの肉体そのもののままの形で彫刻を作るのではなく、モデルの肉体は一種のモチーフとして使って、こうしたブロンズ像を生みだしている[6]。

#### 写真のモデルと 映像モデル
写真モデルは、芸術目的や商業目的の写真の題材として身体像を提供するモデル。別の言い方をすると、写真の「被写体」となるモデル。映像モデルは映像の題材として動く身体像を提供するモデル。姿を結局、どういった目的に使うかで写真映像モデルの仕事を分類することができる。
趣味目的で使われるモデル / 芸術目的に使われるモデル / 学術目的に使われるモデル /商業目的に使われるモデル /などに分類できる。 つまり、写真は芸術写真 / 学術写真 / 商業写真 などに分類でき、それとの関連で 芸術写真のモデル / 学術写真のモデル / 商業写真のモデルなどの仕事がある。
映像関連も趣味的な映像 / 芸術的な映像 / 学術用映像 / 商業用映像などがある。写真は静止しており、映像は動くという違いはあるが、仕事としては重なる部分はあるのでまとめて分類を説明する。趣味写真のモデルの代表的なものには、例えば撮影会のモデルなどがある。撮影会モデルとは、カメラでの撮影が好きで趣味でそれを行っている人々や異性の姿を撮影することが好きな人々が、その目的で開催したり、そういう傾向がある人を引き寄せることで集客力を高めようとして開催される撮影会の被写体となる仕事。
芸術写真のモデル / 芸術映像のモデルは、芸術写真を撮る写真家や芸術的映像を撮る映像作家のために、材料として自分の姿を提供する仕事。学術写真のモデルは、学術写真を撮るために、材料として自分の姿を提供する仕事。たとえば医学書に掲載する写真のモデルの仕事は、人体のパーツの説明のために裸の像を（物体のように）提供する。商業写真 / 商業映像　のモデル は 商業写真つまり商業（商売）のために使う写真や、商業映像を撮る人々のために材料として自分の姿を提供する仕事。

##### ポートレートモデル
ポートレートとは肖像画、肖像写真のことであり、ポートレイト・モデルは肖像写真などでメインの被写体として扱われるモデルのことを指している。有名な肖像画には「モナリザ」がある。衣服を引き立たせるためファッションモデルなどとは概念上、対になる。
ヌードモデルなどと対になる概念として、着衣で行うモデル。広義には水着モデルなども含める。

##### グラビアモデル
グラビアモデルは、雑誌やカレンダー、ポスター等グラビア媒体で掲載される映像や写真を通して、モデルそのものに興味がある人々のために姿を提供する仕事のこと。例：奈月セナ、朝比奈祐未ほか多数
雑誌などの販売部数を伸ばすために利用されているので、広い意味では「商業モデル」の一種ではあるが、商品他の販売数を増やす目的ではない、という点でやや特殊なので解説する。グラビアモデルは美術目的で姿を提供する仕事でもなく、何かの商品の販売推進のために姿を提供するモデルでもない、モデルの姿自体を見たいと思う人々（読者）のために自身の姿を提供しているモデル。モデルへの関心が深い人々（読者）、モデルへの好意を抱きがちな人々（読者）のために見たいと願っている理想像、妄想像を意識的に提供する。
読者視聴者の期待に応えるために笑顔を見せる仕事となることも多い。グラビアアイドルなどが魅せるグラビア媒体の読者は、異性が身体表面にまとっている衣類にはほとんど興味がなくて「服の中身」や人間そのものやその肉体面に興味の中心があるとして着衣は少なめになる傾向がある。

##### 広告モデル
広告モデルは広告媒体に関係なく、マーケッテイング担当者にとって、製品を販売する青写真となるモデルである。例えば以下のようなものがある。
- 紙媒体の広告モデル - 雑誌やカレンダー、ポスター、チラシ、看板他に掲載される広告写真　のために必要な姿を提供する仕事、または人物。
- CMモデル - テレビCMやその他映像、配信動画等のCMなどに動く姿を提供する仕事、または人物。
- ヘアモデル - 髪型のモデル。なお、理美容師によるヘアカットの練習・試行の被験者は、カットモデル。
- ブライダルモデル - ブライダル業界の広告を行う仕事。主にウェディングドレスを着用する。
- フィットネスモデル - フィットネス業界のために姿を提供する仕事。健康的な肉体の姿を提供する仕事。ボディビルダーも一部はいるが、「筋肉美」より一般的な「健康美」を提供する仕事。

#### キャンペーンモデル/キャンペーンガール
商業目的の各種ショーや各種イベントで姿を人々に見せる仕事だが、東レの水着モデル撤退などで、歴史は終了しつつある。その場で見られるだけでなく、写真や映像の撮影も行われることがある。
キャンペーンモデルは、さまざまな企業のキャンペーン活動に姿を提供する仕事だが、モデルよりもキャンペーンガールと呼ばれる場合の方が多かった。（イベントコンパニオンも参照）

#### ファッションモデル
ファッション商品、主に衣類の販売推進活動のために自分の姿を提供する仕事。商業ショーモデルやイベントモデル、広告モデルの一分類でもある。世界の有名スーパー・モデルにはケイト・モス、ナオミ・キャンベル、シンディ・クロフォードらがいた。卓越した世界的知名度とトップデザイナーとのキャリアのあるファッションモデルが、スーパーモデルと言われている。スーパーモデルの人種比率は、白人が圧倒的多数を占めており、黒人やモンゴロイドの比率は低い。ファッション業界（服飾業界）のために姿を提供する仕事。ファッション関連商品、つまり主に衣類（他にカバン類やアクセサリー類なども）の販売推進のために姿を提供する。このためファッション雑誌、ファッションカタログ、ファッション通販などの写真の材料として姿を提供したり、通販番組でファッション関連商品を身につけて見せたり、ファッションショーなどで姿を提供する。別の言い方をするとファッション写真やファッション映像の材料として身体像を提供する。

##### 日本のファッションモデルの歴史
/詳細は、ファッションモデル#歴史にて解説。
戦前（第二次世界大戦前）には映画女優がモデルの仕事をしており、モデルは女優のアルバイト的な仕事であった。
戦後に繊維産業の活況と共にファッションショーが開催されるようになった。当初は日劇のダンサーがモデルを務めたりしたが、昭和26年（1951年）に『英文毎日』がファッションコンテストを開催する際に出演する女性を募集し、応募者の中から東京20名、大阪15名が選ばれ、これらが日本のファッションモデル第一号と言われている。この中の伊東絹子が昭和28年（1953年）、アメリカで開催された第2回ミス・ユニバース世界大会で第3位に入賞して大きな話題となり、ファッションモデルという職業が社会的に認められるようになった。
昭和28年（1953年）、相島政子を代表に伊東絹子や岩間敬子、香山佳子らがファッション・モデル・グループ (FMG)を結成。FMGと前後して、TFMC（東京ファッション・モデル・クラブ）、スミレ・モデル・グループ、SOS（ソサエティ・オブ・スタイル）などのモデル事務所がつぎつぎと設立され、昭和33年（1958年）頃にはモデルという職業が一般化しはじめた。職業モデルの誕生は比較的早かった。
日本でモデルという職業が成立したのは、ヨーロッパではマヌカンと呼ばれる売り子がオートクチュールの店でモデル的な役割を昔から果たしており、モデルとして専業になる必要がなかったことがいえるが、日本の場合、一般大衆にファッションを見せて大衆に買ってもらわなければビジネスが成り立たないという戦後の経済状況があり、これが日本のファッションモデルに活躍の場を提供することになった。日本のモデルで世界に大きく羽ばたいた女性には、山口小夜子がいた。
ファッション雑誌には、特定のファッションすがたを紹介するために起用されているモデル。
次の分類によって、多くのモデルが起用されている。
- 専属モデル - 特定の雑誌・企業などと専属契約を結んでいるモデル。
- 読者モデル - 読者から募集して採用している雑誌モデル。読モ。

ファッションモデルの仕事はハイティーンから20代が中心で、東出昌大にあこがれて業界に入った男性モデルが、25歳を過ぎて仕事が激減したという例もある。かつては30歳以上のモデルは少なかったが、多様性尊重のムードから「主婦モデル」も増える傾向にある。
その理由は、ファッション業界というものの市場のしくみ、人々のファッション製品の年齢と関係する購買行動のパターンに理由がある。モデルは、主たる購買層のイメージに合った人が選ばれるので、主たる購買層と同じ年齢帯にいる人の仕事ばかりになってしまう。人が各人の人生の中で、ファッション商品（衣類、靴、かばん、アクセサリーなど）を特に熱心に大量に買う時期は、10代、20代だからである。
現代の先進国の人々は、ハイティーンくらいになると（学生でもアルバイトなどで、仕事を始める人はその仕事で）自分で収入も得て、（親の判断でなく）自分の判断で大量に衣料を購入できるようになり、ハイティーンから20代くらいの時期に大量に衣類を買い込むことによって、27～28歳ころになると、その人なりに必要とする基本的な衣類が、おおむね一通り揃ってしまう。そして大抵、その人のクローゼットや衣類ケースには、衣類が一杯になってしまう。
衣類というのは、生鮮食料品とは異なり、特にベーシックなデザインの衣料の場合は（大切に扱えば）10年でも数十年でも、繰り返し利用できる。したがって、その人なりに必要な衣料が一通り揃った段階で、購買量は急降下するように低下する。ファッション業界の側からこの現象をマクロにとらえると、「最も購買意欲が旺盛で、大量に購入する年齢帯というのは19歳～26,27歳だ」と（市場調査会社の資料や、統計資料で、長年にわたって、露骨に）判っており、その年齢をメインターゲットとしたマーケティング活動に注力せざるを得ない。
19～25歳とは異なる、特殊な年齢帯のモデルを特に呼び分ける、ということも行われている。
- チャイルドモデル - 子供のモデル。
- ジュニアモデル - 女子小中学生向けファッション雑誌で活動しているモデル。
- 「主婦モデル」 - 主婦となった女性のためのファッション商品の販売推進のために姿を提供するモデル。主婦の衣料の市場は（19～27歳などに比べると）相対的にかなり小さいので、仕事もわずかしかない。

- ファッションショーの女性モデル（ジゼル・ブンチェン）
- ゴシック系ファッション写真の女性モデル

### 服装別の分類
- 着衣モデル - 洋服を着用したモデル。

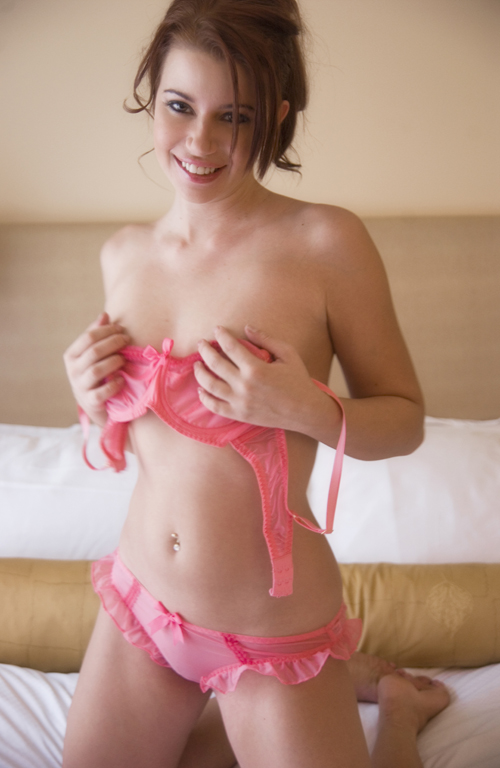
下着モデルの例。セクシー系下着の宣材写真のモデル（サラ・ブレイク）

- ヌードモデル - 裸の姿を提供する仕事。雇い手が純粋な芸術家の場合は美術モデル。そうでない雇い手の場合は別種になってしまう。例：アリス・プラン、オードリー・マンソン

- 下着モデル - 下着の着用姿を提供する仕事。歴史は長く、19世紀にコルセット着用の仕事などがあった。
- 水着モデル - 水着の着用姿を提供する仕事、人。身体のラインが水着に向いている人が採用される。（水着でキャンペーンする場合は水着キャンペーンガール）

- コスプレモデル - コスプレ姿を提供する仕事。例：えなこ、あまつまりな
- 着物モデル - 着物（「和服」）の着用姿を提供する仕事、人。日本限定。着物に合った顔立ち、雰囲気の人が採用される。
- ブルセラモデル - ブルセラ系衣装の着用姿を提供する仕事。お菓子系アイドルも参照。
- ボンデージモデル - ボンデージ系のアダルトモデル。
- アダルトモデル - 性行為やそれを連想させるポーズをとる仕事。

#### モーションキャプチャーのモデル
ライブ、ミュージックビデオやTikTokなどで扱うモーションキャプチャー、バーチャルタレントのLIVEアクションや、ゲーム全般におけるモーションに特化した、バーチャルアイドル、バーチャルタレントについては、振る舞いや振り付けをこなし、モーションに特化したアクターや振付師、ダンサーがいる。バーチャルタレントのキャラクター性を見て、性格やしぐさに寄せたパフォーマンスを行い、キャラクターの良さを表現する。

## その他用語
素人モデル
- モデルとしての訓練を全く受けていない、もしくは不十分であるモデル。
- 正規の就労状態にないモデル。またはプロダクションなどに所属していないモデル。ファッション雑誌やタイアップ広告に登場する読者モデルなど。